# Dream ON
「Dream ON」（ドリーム・オン）は、日本の音楽グループ・AAAの浦田直也と浜崎あゆみのコラボレーションシングル。2010年12月22日にavex traxから発売された。

## 概要
浜崎がかねてから親交のあった浦田に声をかけたことから生まれた浜崎のプロデュースによるコラボレーションシングル。浜崎のアルバム『Love songs』と同日に発売された。浜崎による他アーティストのプロデュースは本作が初となる。
「CD+DVD」「CDのみ」の2形態があり、ともに初回盤は「Xmas SPECIAL PRICE」としてクリスマス特別価格で発売された。
2011年1月3日付オリコン週間シングルチャートで初登場1位を獲得。初動売上は4.0万枚を記録した。

## 収録曲

### CD+DVD
CD
1. Dream ON "Original mix" [4:51]
作詞：ayumi hamasaki、作曲：Kazuhiro Hara、編曲：CMJK
2. Dream ON "Original mix -Instrumental-"

DVD
1. Dream ON (video clip)
2. Dream ON (making clip)

### CDのみ
1. Dream ON "Original mix"
2. Dream ON "BROKEN HAZE remix" [4:28]
Remixed by BROKEN HAZE
3. Dream ON "Original mix -Instrumental-"

## 収録アルバム
- 『un BEST』（※浦田直也 名義）

## 収録ライブ映像
- 『ayumi hamasaki COUNTDOWN LIVE 2010-2011 A 〜do it again〜』
- 『a-nation for Life  BEST HIT LIVE』
- 『ayumi hamasaki COUNTDOWN LIVE 2015-2016 A 〜M(A)DE IN TOKYO〜』（ayumi hamasaki ARENA TOUR 2016 A 〜M(A)DE IN JAPAN〜）
- 『ayumi hamasaki COUNTDOWN LIVE 2018-2019 A -TROUBLE-』（ayumi hamasaki UNRELEASED LIVE BOX A）